# Miguel Najdorf
Miguel Najdorf (* 15. April 1910 in Grodzisk Mazowiecki, Generalgouvernement Warschau, Russisches Kaiserreich als Mieczysław (bzw. Mendel) Najdorf; † 5. Juli 1997 in Málaga, Spanien) war ein polnischer Schachgroßmeister jüdischer Herkunft, der im Jahr 1944 auch die argentinische Staatsangehörigkeit annahm. Er ist Begründer und Namensgeber der bedeutenden Najdorf-Variante in der Sizilianischen Verteidigung.

## Leben

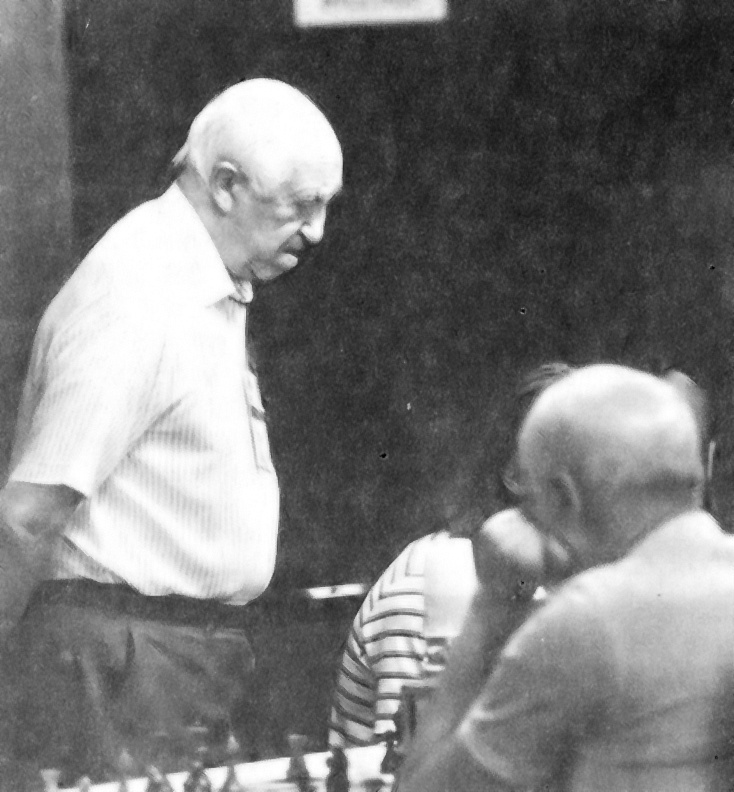
Miguel Najdorf, Manila 1992

In seinem Heimatland Polen kam Miguel Najdorf mit zwölf Jahren zum Schach. Savielly Tartakower entdeckte ihn und wurde sein erster Lehrer. Der weltberühmte Großmeister begeisterte den Schüler für die originellen Ideen des hypermodernen Schachs. Schon mit 22 Jahren gelang es Najdorf, den Wettkampf mit Weltmeister Aljechin Remis zu halten.
1934 wurde Najdorf mit Warschau polnischer Mannschaftsmeister.
Miguel Najdorf spielte bei der inoffiziellen Schacholympiade 1936 in München für Polen sehr erfolgreich, er belegte mit der Mannschaft den zweiten Platz und erreichte mit 16 Punkten aus 20 Partien das beste Einzelergebnis am zweiten Brett. 1939 nahm er für Polen ebenso erfolgreich an der Schacholympiade in Buenos Aires teil (14 Punkte aus 18 Partien mit +12 =4 −2) und blieb aufgrund des Ausbruchs des Zweiten Weltkriegs schon kurz nach Beginn der Olympiade in Argentinien, wie auch viele andere jüdische und auch deutsche Spieler. Als Jude war für ihn eine Rückkehr nach Polen unmöglich. Er verlor seine Frau, sein Kind, Vater, Mutter und vier Brüder im Holocaust in den Konzentrationslagern der Nationalsozialisten. Im Jahr 1944 nahm er auch die argentinische Staatsbürgerschaft an.
Als Sieger des Turniers von Prag 1946 war Najdorf potentieller Kandidat für das Turnier um die Schachweltmeisterschaft 1948, das die Nachfolge des 1946 verstorbenen Alexander Aljechin bestimmte; letztendlich wurde er jedoch nicht als Teilnehmer aufgenommen. Obwohl er somit nie um die Weltmeisterschaft spielte, gehörte Najdorf stets zu den Großen der internationalen Schachszene, um die Mitte des Jahrhunderts auch regelmäßig zu den weltbesten fünf Spielern.
Während seiner Laufbahn spielte er gegen alle Schachweltmeister von Emanuel Lasker bis Garri Kasparow und gewann dabei Partien gegen Michail Botwinnik, Wassili Smyslow, Michail Tal, Tigran Petrosjan und Robert Fischer. Darüber hinaus nahm er an zahlreichen nationalen und internationalen Turnieren mit beachtlichem Erfolg teil. So gewann er die Turniere Prag 1946, Venedig 1948, Bled 1950, Amsterdam 1950, Mar del Plata 1959 und Havanna 1961.
Er nahm zwischen 1935 und 1976 an 14 Schacholympiaden (bis 1939 für Polen, ab 1950 für Argentinien) teil, zumeist am 1. Brett seiner Mannschaft. Mit der Mannschaft erreichte er vier zweite (1939, 1950, 1952 und 1954) und drei dritte Plätze (1935, 1937 und 1962), in der Einzelwertung erzielte er 1939 am zweiten, 1950 und 1952 jeweils am ersten Brett das beste Ergebnis. Najdorf gewann mit Argentinien die panamerikanischen Mannschaftsmeisterschaften 1971 und 1985.
Im Jahre 1970 wurde er beim Wettkampf UdSSR gegen den Rest der Welt an das neunte Brett der Weltauswahl berufen und erreichte gegen Michail Tal ein 2:2 (+1 =2 −1).
Najdorf ist der Vater einer populären Eröffnungsvariante in der Sizilianischen Partie, der nach ihm benannten Najdorf-Variante.
Najdorfs letzte Elo-Zahl betrug 2445, seine höchste Elo-Zahl betrug 2540 im Juli 1972. Seine beste historische Elo-Zahl vor Einführung der Elo-Zahlen betrug im Februar 1948 2797. Er war über 33 Monate die Nummer zwei in der Welt.
Aufgrund seiner internationalen Erfolge erhielt er 1950 von der FIDE den Titel Großmeister.
Beeindruckend sind auch die Leistungen Najdorfs im Blindschach: In seiner Blütezeit gab er Blindsimultanvorstellungen gegen mehr als 40 Gegner.
In den 1950er Jahren verdiente Najdorf viel Geld mit Ölgeschäften in Venezuela. Im Jahre 1996 wurde er zum Ehrenmitglied der FIDE ernannt. Bis ins hohe Alter in der Schachszene präsent, starb Miguel Najdorf im Jahre 1997 nach einer Herzoperation.

## Partiebeispiel
|   | a | b | c | d | e | f | g | h |   |
| 8 |   |   |   |   |   |   |   |   | 8 |
| 7 |   |   |   |   |   |   |   |   | 7 |
| 6 |   |   |   |   |   |   |   |   | 6 |
| 5 |   |   |   |   |   |   |   |   | 5 |
| 4 |   |   |   |   |   |   |   |   | 4 |
| 3 |   |   |   |   |   |   |   |   | 3 |
| 2 |   |   |   |   |   |   |   |   | 2 |
| 1 |   |   |   |   |   |   |   |   | 1 |
|   | a | b | c | d | e | f | g | h |   |

Die Mattstellung nach dem 22. Zug von Schwarz
Als „Visitenkarte“ diente Najdorf die folgende Partie, die er 1930 (nicht wie oft angegeben bei der Schacholympiade 1935, wo er sie aber vorführte) in Warschau spielte. Savielly Tartakower nannte sie die Polnische Unsterbliche. Schwarz opfert alle vier Leichtfiguren, um mattzusetzen.
Glucksberg–Najdorf
Holländische Verteidigung, A85
1. d4 f5 2. c4 Sf6 3. Sc3 e6 4. Sf3 d5 5. e3 c6 6. Ld3 Ld6 7. 0–0 0–0 8. Se2 Sbd7 9. Sg5 Lxh2+ 10. Kh1 Sg4 11. f4 De8 12. g3 Dh5 13. Kg2 Lg1 14. Sxg1 Dh2+ 15. Kf3 e5 16. dxe5 Sgxe5+ 17. fxe5 Sxe5+ 18. Kf4 Sg6+ 19. Kf3 f4 20. exf4 Lg4+ 21. Kxg4 Se5+ 22. fxe5 h5 matt